# Rogelio Pfirter
Rogelio Pfirter (nacido el 25 de agosto de 1948 en Santa Fe) es un abogado y diplomático argentino. Fue director general de la Organización para la Prohibición de Armas Químicas (OPAQ) de 2002 a 2010. A fines de diciembre de 2015 se le concedió el plácet de estilo como embajador de Argentina ante la Santa Sede en Roma.

## Carrera
Se graduó como abogado de la Universidad Nacional del Litoral. Está casado con Isabel Serantes Braun.
Pfirter fue alumno de Jorge Mario Bergoglio en un colegio católico. Además, el entonces sacerdote cuando se desempeñaba como profesor de literatura en un colegio jesuita, promovió un libro de Pfirter.
Durante su carrera diplomática, Pfirter ocupó diversos cargos en el Ministerio de Relaciones Exteriores de la Argentina. En 1992 fue ascendido al rango de Embajador y en el mismo año se convirtió en el director de la Agencia Brasileño-Argentina de Contabilidad y Control de Materiales Nucleares (ABACC) y Director de la Comisión Nacional de Actividades Espaciales (CONAE). Posteriormente fue nombrado Subsecretario de Política Exterior en la Cancillería argentina. Entre 1995 y 2000, se desempeñó como embajador argentino ante el Reino Unido de Gran Bretaña e Irlanda del Norte. A principios de 2002 fue subsecretario de política exterior, bajo el ministro de relaciones exteriores Carlos Ruckauf.
El 25 de julio de 2002, Pfirter fue elegido por unanimidad director general de la Organización para la Prohibición de Armas Químicas (OPAQ) en La Haya, Países Bajos. Fue elegido para un segundo mandato en 2006. El mandato de Pfirter fue elogiado como un tiempo de consolidación y fortalecimiento de la OPAQ después de la polémica salida de su predecesor brasileño José Bustani, que fue despedido. Pfirter reunió apoyo para la destrucción de armas químicas y tuvo éxito en la administración de la Secretaría con el crecimiento nominal cero (CNC) durante cuatro años consecutivos. En 2010 fue sucedido por el turco Ahmet Üzümcü.
En 2009 coescribió con el expresidente de la Unión Soviética, Mijaíl Gorbachov, el libro «Lecciones de desarme de la Convención sobre Armas Químicas».
Después de retirarse en 2010, se convirtió en miembro del Consejo Global de armas de destrucción masiva en el Foro Económico Mundial.
En 2013, el secretario general de Naciones Unidas, Ban Ki-moon, propuso a Pfirter para encabezar una misión de inspectores de armas químicas en Siria que definiría si el presidente sirio Bashar Al Assad utilizó ese tipo de armas contra la población civil. Su participación fue vetada por la presidenta Cristina Fernández de Kirchner.
Desde el año 2015 forma parte del Consejo Académico de la Escuela de Política, Gobierno y Relaciones Internacionales de la Universidad Austral (Argentina).

## Premios y condecoraciones
Pfirter ha recibido varios premios internacionales, entre ellos Gran Cruz de la Orden al Mérito de Chile, así como la Orden del Mérito de la República Federal de Alemania; Oficial de la Legión de Honor de Francia; Comandante de la Orden de Orange-Nassau de los Países Bajos; la Orden del duque Branimir de Croacia y la Orden de Isabel la Católica de España, además de la medalla de la ciudad belga de Ypres y condecoraciones en Italia y Colombia. En 2018 la Fundación Konex le otorgó un Premio Konex - Diploma al Mérito como uno de los diplomáticos más importantes de la última década en la Argentina.